# ميناء مبارك الكبير

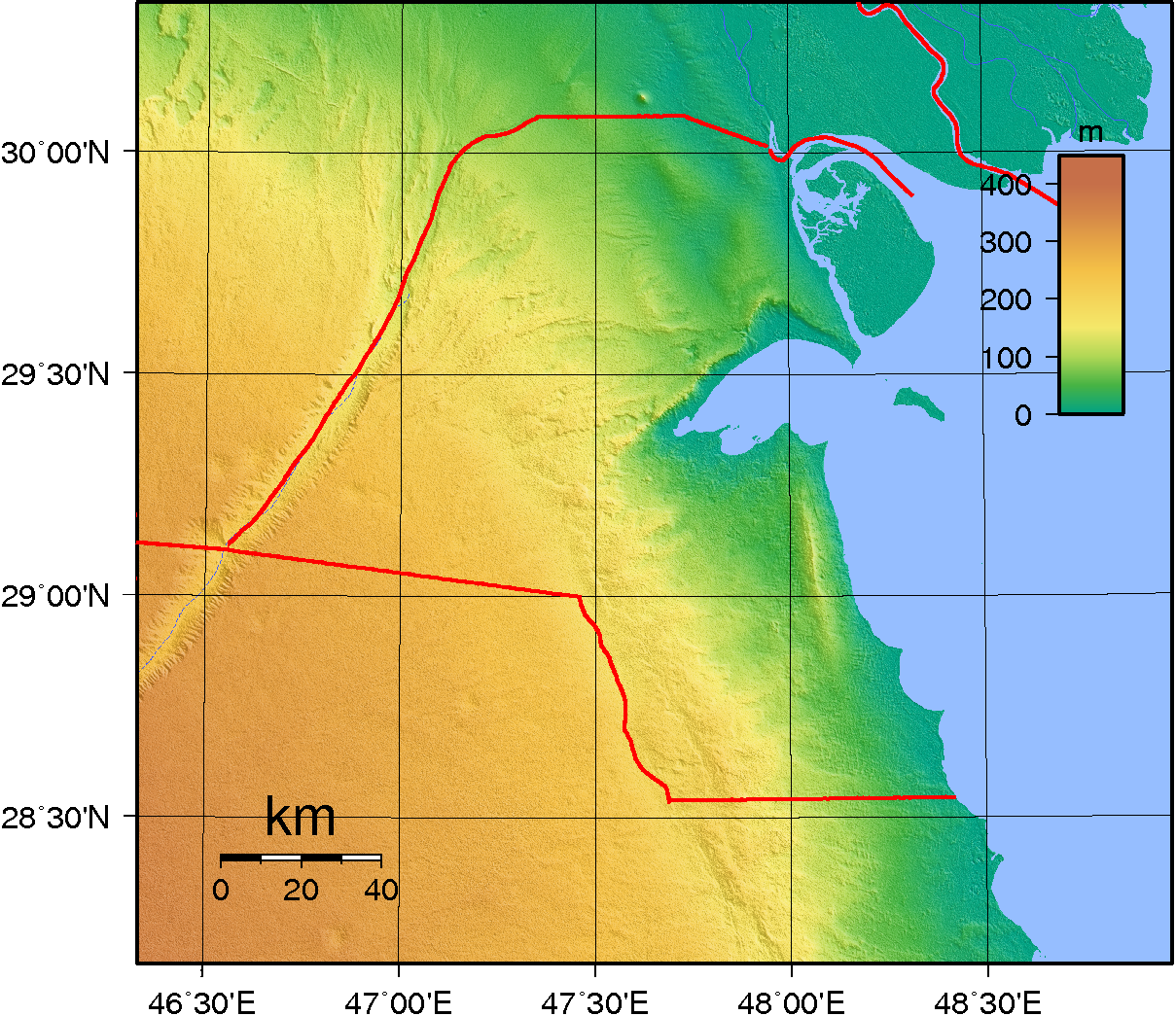
جزيرة بوبيان

ميناء مبارك الكبير هو ميناء قيد الإنشاء يقع في شرق جزيرة بوبيان الواقعة شمال الكويت، ويمر إنشاء الميناء بأربعة مراحل تنجز المرحلة الأولى في عام 2015 بـ 4 أرصفة مع وجود مخطط هيكلي مستقبلي يصل إلى ستين رصيف ليكون واحداً من أكبر الموانئ في الخليج العربي.
ويرتبط الميناء مع البر الرئيسي في الصبية ومدينة الحرير بثلاث جسور وطرق سريعة ومن المقرر أن يرتبط مع «سكة القطار الخليجي» التي تخدم الميناء وهناك أفكار وخطط لمد السكة إلى العراق وإيران وتركيا.

## المرحلة الأولى
من المقرر أن يتم الانتهاء من المرحة الأولى على 3 أجزاء في 2015 وسيتم البدء في تشغيل الميناء بأربعة أرصفة مخصصة للحاويات يمكنها استقبال ما يعادل مليونا و 800 ألف حاوية سنويا، وسيتم إنجاز المرحلة على 3 أجزاء :
- الجزء الأول : بدأت أعمال الجزء الأول من المرحلة الأولى في شهر أغسطس من عام 2007 والتي شملت على تصميم وإنشاء طريق سريع مزدوج باتجاهين بطول 31 كيلو مترا ورصيف للسكك الحديدية يمر عبر الجزيرة والأرض الرئيسية في الكويت.
- الجزء الثاني : يشمل الجزء الثاني القيام بأعمال التصميم والتي تتضمن تصميم 16 مرسى بالإضافة إلى تصميم أعمال تعميق القناة الملاحية بعمق 14.5 متراً وأحواض المياه بعمق 16 مترا، كذلك إنشاء 4 مراس بطول 1,600 متر وعمق 16 مترا.
- الجزء الثالث : تشمل أعمال تعميق المسار الملاحي في البحر وحوض الميناء لتمكين السفن ذات الأحجام الكبيرة من الوصول والرسو بأمان على أرصفة الميناء إضافة إلى تصميم وإنشاء المباني والخدمات الرئيسية الضرورية لبدء أعمال التشغيل في الميناء.

## المرحلة الثانية
تتضمن المرحلة الثانية من المشروع إنشاء 12 مرسى إضافي لتبلغ سعة الميناء الإجمالية 16 مرسى.

## المرحلة الثالثة
تتضمن المرحلة الثالثة إنشاء 8 مراسٍ ترتفع فيها سعة الميناء الإجمالية إلى 24 مرسى

## المرحلة الرابعة
تتضمن هذه المرحلة إنشاء 36 مرسى لتصبح عدد المراسي الإجمالية 60 مرسى.